# Campionato europeo femminile di calcio 1989
Il Campionato europeo femminile di calcio 1989 fu la terza edizione del torneo, l'ultima con il nome di European Competition for Women's Football. Si tenne in Germania Ovest dal 28 giugno al 2 luglio 1989. Il torneo fu vinto dalla squadra ospitante, la Germania Ovest, che superò in finale la Norvegia campione uscente.

## Qualificazioni
Diciassette squadre presero parte alle qualificazioni, in cui furono divise in quattro gironi (tre da quattro squadre e uno da cinque). Le prime due di ciascun girone si affrontarono in gare di andata e ritorno, le cui vincitrici si qualificarono per la fase finale.

## Stadi
| Lüdenscheid                  | Lüdenscheid Siegen Osnabrück Città ospitanti del campionato |
| Stadion Nattenberg           | Lüdenscheid Siegen Osnabrück Città ospitanti del campionato |
| Capacità: 20 000             | Lüdenscheid Siegen Osnabrück Città ospitanti del campionato |
| Siegen                       | Lüdenscheid Siegen Osnabrück Città ospitanti del campionato |
| Leimbachstadion              | Lüdenscheid Siegen Osnabrück Città ospitanti del campionato |
| Capacità: 25 000             | Lüdenscheid Siegen Osnabrück Città ospitanti del campionato |
| Osnabrück                    | Lüdenscheid Siegen Osnabrück Città ospitanti del campionato |
| Stadion an der Bremer Brücke | Lüdenscheid Siegen Osnabrück Città ospitanti del campionato |
| Capacità: 22 000             | Lüdenscheid Siegen Osnabrück Città ospitanti del campionato |

## Tabellone
|  | Semifinali           | Semifinali           | Semifinali |          |                | Finale          | Finale          | Finale          |  |
|  |                      |                      |            |          |                |                 |                 |                 |  |
|  | Germania Ovest (dtr) | Germania Ovest (dtr) | 1 (4)      |          |                |                 |                 |                 |  |
|  | Germania Ovest (dtr) | Germania Ovest (dtr) | 1 (4)      |          |                |                 |                 |                 |  |
|  | Italia               | Italia               | 1 (3)      |          |                |                 |                 |                 |  |
|  | Italia               | Italia               | 1 (3)      |          | Germania Ovest | Germania Ovest  | 4               |                 |  |
|  |                      |                      |            |          | Germania Ovest | Germania Ovest  | 4               |                 |  |
|  |                      |                      | Norvegia   | Norvegia | 1              |                 |                 |                 |  |
|  | Norvegia (dts)       | Norvegia (dts)       | Norvegia   | Norvegia | 1              | 2               |                 |                 |  |
|  | Norvegia (dts)       | Norvegia (dts)       |            |          |                | 2               |                 |                 |  |
|  | Svezia               | Svezia               | 1          |          |                | Finale 3º posto | Finale 3º posto | Finale 3º posto |  |
|  | Svezia               | Svezia               | 1          |          |                |                 |                 |                 |  |
|  |                      |                      |            |          |                |                 |                 |                 |  |
|  |                      |                      |            |          |                | Svezia (dts)    | Svezia (dts)    | 2               |  |
|  |                      |                      |            |          |                | Svezia (dts)    | Svezia (dts)    | 2               |  |
|  |                      |                      |            |          |                | Italia          | Italia          | 1               |  |

## Risultati

### Semifinali
| Arbitro: | Brian Hill |

|                                                      |                      |                                                                |
| Neid 59’                                             | Marcatori            | 72’ Vignotto                                                   |
| Kuhlmann Bindl Fitschen Fehrmann Landers Voss Isbert | Tiri di rigore 4 – 3 | Ferraguzzi Carta Morace Vignotto D'Astolfo Iozzelli Marsiletti |

| Arbitro: | Cornelius Bakker |

|                      |           |              |
| Medalen 1’ Grude 53’ | Marcatori | 54’ Videkull |

### Finale terzo posto
| Arbitro: | Ivan Gregr |

|                               |           |                |
| Sundhage 43’ H. Johansson 93’ | Marcatori | 27’ Ferraguzzi |

### Finale
| Arbitro: | Carlos Silva Valente |

|                                    |           |           |
| Lohn 22’ 36’ Mohr 44’ Fehrmann 75’ | Marcatori | 53’ Grude |

| Germania | Norvegia |

### Formazioni
| Germania (5-3-2) |    |                   |  |     |
|                  |    |                   |  |     |
| P                | 1  | Marion Isbert     |  |     |
| D                | 3  | Sissy Raith       |  |     |
| D                | 4  | Jutta Nardenbach  |  |     |
| D                | 6  | Doris Fitschen    |  | 62’ |
| D                | 13 | Frauke Kuhlmann   |  |     |
| D                | 15 | Andrea Haberlaß   |  | 27’ |
| C                | 7  | Martina Voss      |  |     |
| C                | 11 | Ursula Lohn       |  |     |
| C                | 8  | Petra Damm        |  |     |
| A                | 9  | Heidi Mohr        |  |     |
| A                | 10 | Silvia Neid       |  |     |
| Sostituzioni:    |    |                   |  |     |
| D                | 16 | Roswitha Bindl    |  | 27’ |
| C                | 14 | Angelika Fehrmann |  | 62’ |
| Selezionatore:   |    |                   |  |     |
| Gero Bisanz      |    |                   |  |     |

| Norvegia (3-4-3) |    |                     |  |     |
|                  |    |                     |  |     |
| P                | 1  | Hege Ludvigsen      |  |     |
| D                | 2  | Cathrine Zaborowski |  | 70’ |
| D                | 5  | Gunn Nyborg         |  |     |
| D                | 8  | Heidi Støre         |  |     |
| C                | 3  | Liv Strædet         |  |     |
| C                | 6  | Torill Hoch-Nielsen |  | 41’ |
| C                | 7  | Tone Haugen         |  |     |
| C                | 16 | Agnete Carlsen      |  |     |
| A                | 9  | Sissel Grude        |  |     |
| A                | 10 | Linda Medalen       |  |     |
| A                | 11 | Birthe Hegstad      |  | 66’ |
| Sostituzioni:    |    |                     |  |     |
| D                | 13 | Bjørg Storhaug      |  | 41’ |
| C                | 15 | Trude Haugland      |  | 66’ |
| Selezionatore:   |    |                     |  |     |
| Erling Hokstad   |    |                     |  |     |

|  | Regole incontro: - 80 minuti. - 20 minuti di tempi supplementari se necessario. - Tiri di rigore se l'incontro finisce in parità. - Dodici atlete a disposizione come sostituti. - Due sostituzioni massime durante l'incontro. |

## Classifica marcatrici
2 reti
- Sissel Grude
- Ursula Lohn

1 rete
- Angelika Fehrmann
- Heidi Mohr
- Silvia Neid
- Feriana Ferraguzzi
- Elisabetta Vignotto
- Linda Medalen
- Helen Johansson
- Pia Sundhage
- Lena Videkull